# Konfokální kuželosečky

Svazky konfokálních elips a hyperbol

V geometrii se kuželosečky nazývají konfokální, pokud mají stejná ohniska.
Protože elipsy a hyperboly mají dvě ohniska, existují konfokální elipsy, konfokální hyperboly a konfokální kombinace elips a hyperbol. V kombinaci konfokálních elips a hyperbol každá elipsa protíná každou hyperbolu ortogonálně (v pravém úhlu).
Paraboly mají pouze jedno ohnisko, takže podle úmluvy mají konfokální paraboly stejné ohnisko a stejnou osu souměrnosti. Pak každý bod, který neleží na ose souměrnosti, leží na dvou konfokálních parabolách, které se protínají ortogonálně (viz níže).
Kružnice je elipsa, jejíž obě ohniska splynula do jednoho bodu. Kružnice, které sdílí stejný střed se nazývají soustředné (koncentrické) kružnice, a ortogonálně protínají libovolnou přímku procházející jejich středem.
Formální rozšíření konceptu konfokálních kuželoseček na povrchy vede ke konfokálním kvadrikám.

## Konfokální elipsy a hyperboly
Každá hyperbola nebo elipsa (různá od kružnice) má dvě ohniska, a libovolná dvojice různých bodů {\displaystyle F_{1},\,F_{2}} v rovině a libovolný třetí bod {\displaystyle P}, který neleží na přímce procházející těmito dvěma body, jednoznačně určuje elipsu a hyperbolu, se společnými ohnisky {\displaystyle F_{1},\,F_{2}}, přičemž se tato elipsa a hyperbola protíná ortogonálně v bodě {\displaystyle P.} (Viz Elipsa#Definice jako geometrické místo bodů a Hyperbola#Definice jako geometrické místo bodů.)
Ohniska {\displaystyle F_{1},\,F_{2}} tedy určují dva svazky konfokálních elips a hyperbol.
Podle věty o hlavních osách rovina připouští Kartézská soustava souřadnic s jeho počátkem (souřadnicového systému) ve středu mezi ohnisky a jeho osy zarovnaný s osami konfokálních elips a hyperbol. Pokud {\displaystyle c} je lineární výstřednost (polovina vzdálenosti mezi {\displaystyle F_{1}} a {\displaystyle F_{2}}), pak v tomto souřadném systému {\displaystyle F_{1}=(c,0),\;F_{2}=(-c,0).}

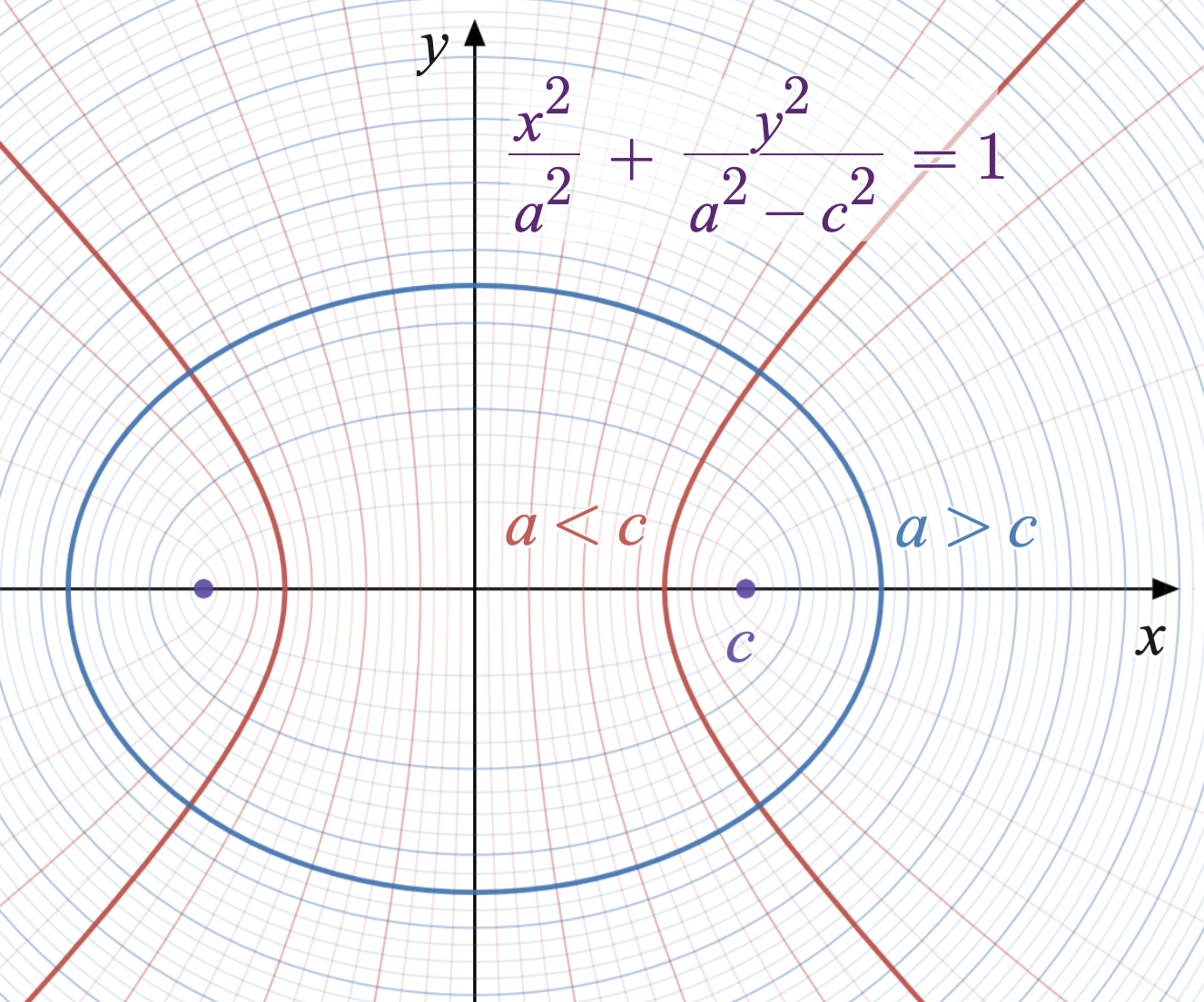
Svazek konfokálních elips a hyperbol je dán volbou lineární výstřednosti c (x-ová souřadnice jednoho ohniska) a může být parametrizován velkou poloosou a (x-ová souřadnice průsečíku určité kuželosečky ve svazku s x-ovou osou). Pro 0 < a < c, je kuželosečkou hyperbola; pro c < a je kuželosečkou elipsa.

Každá elipsa nebo hyperbola ve svazku je geometrické místo bodů vyhovujících rovnici
{\displaystyle {\frac {x^{2}}{a^{2}}}+{\frac {y^{2}}{a^{2}-c^{2}}}=1}
s velkou poloosou {\displaystyle a} jako parametrem. Pokud je velká poloosa menší než lineární výstřednost ({\displaystyle 0<a<c}), rovnice definuje hyperbolu, zatímco pokud velká poloosa je větší než lineární výstřednost ({\displaystyle a>c}), definuje elipsu.
Jiná běžná reprezentace definuje svazek elips a hyperbol konfokálních s danou elipsou s velkou poloosou {\displaystyle a} a malou poloosou {\displaystyle b} (tedy {\displaystyle 0<b<a}), jednotlivé kuželosečky jsou rozlišené hodnotou parametru {\displaystyle \lambda \colon }
{\displaystyle {\frac {x^{2}}{a^{2}-\lambda }}+{\frac {y^{2}}{b^{2}-\lambda }}=1,}
Pokud {\displaystyle -\infty <\lambda <b^{2},} kuželosečka je elipsa. Pokud {\displaystyle b^{2}<\lambda <a^{2},} kuželosečka je hyperbola. Pro {\displaystyle a^{2}<\lambda } neexistují žádná řešení. Společnými ohnisky všech kuželoseček ve svazku jsou body {\textstyle {\bigl (}{\pm }{\sqrt {a^{2}-b^{2}}},0{\bigr )}.} Tuto reprezentaci lze přirozeně zobecnit na vyšší rozměry (viz Konfokální kvadriky).

### Limitní křivky
Pokud se parametr {\displaystyle \lambda } blíží hodnotě {\displaystyle b^{2}} zdola, limita svazku konfokálních elips degeneruje na úsečku mezi ohnisky na x-ové ose (nekonečně plochá elipsa). Když se {\displaystyle \lambda } blíží {\displaystyle b^{2}} shora, limita svazku konfokálních hyperbol degeneruje k relativnímu doplňku této úsečky podle x-ové osy, což jsou dvě polopřímky začínající v ohniscích a směřující ven podél x-ové osy (nekonečně plochá hyperbola). Tyto dvě limitní křivky mají obě ohniska společná.
Tato vlastnost se objevuje obdobně v trojrozměrném případě, což vede k definici fokální křivky konfokální kvadriky. Viz Konfokální kvadriky níže.

### Dvojí ortogonální systém

Vizuální důkaz, že se konfokální elipsy a hyperboly protínají ortogonálně, protože každá má „vlastnost souměrnosti“

Uvažováním svazků konfokálních elips a hyperbol (viz první graf) dostaneme z geometrické vlastnosti normály a tečny v bodě (normála elipsy a tečna hyperboly půlí úhel mezi přímkami do ohniska). Každá elipsa svazku protíná každou hyperbolu ortogonálně (viz graf).
Toto rozložení, ve které každý křivka ve svazku neprotínajících se křivek ortogonálně protíná každou křivku druhého svazku neprotínajících se křivek se někdy nazývá ortogonální síť. Ortogonální síť elips a hyperbol je základem eliptického souřadného systému.

## Konfokální paraboly

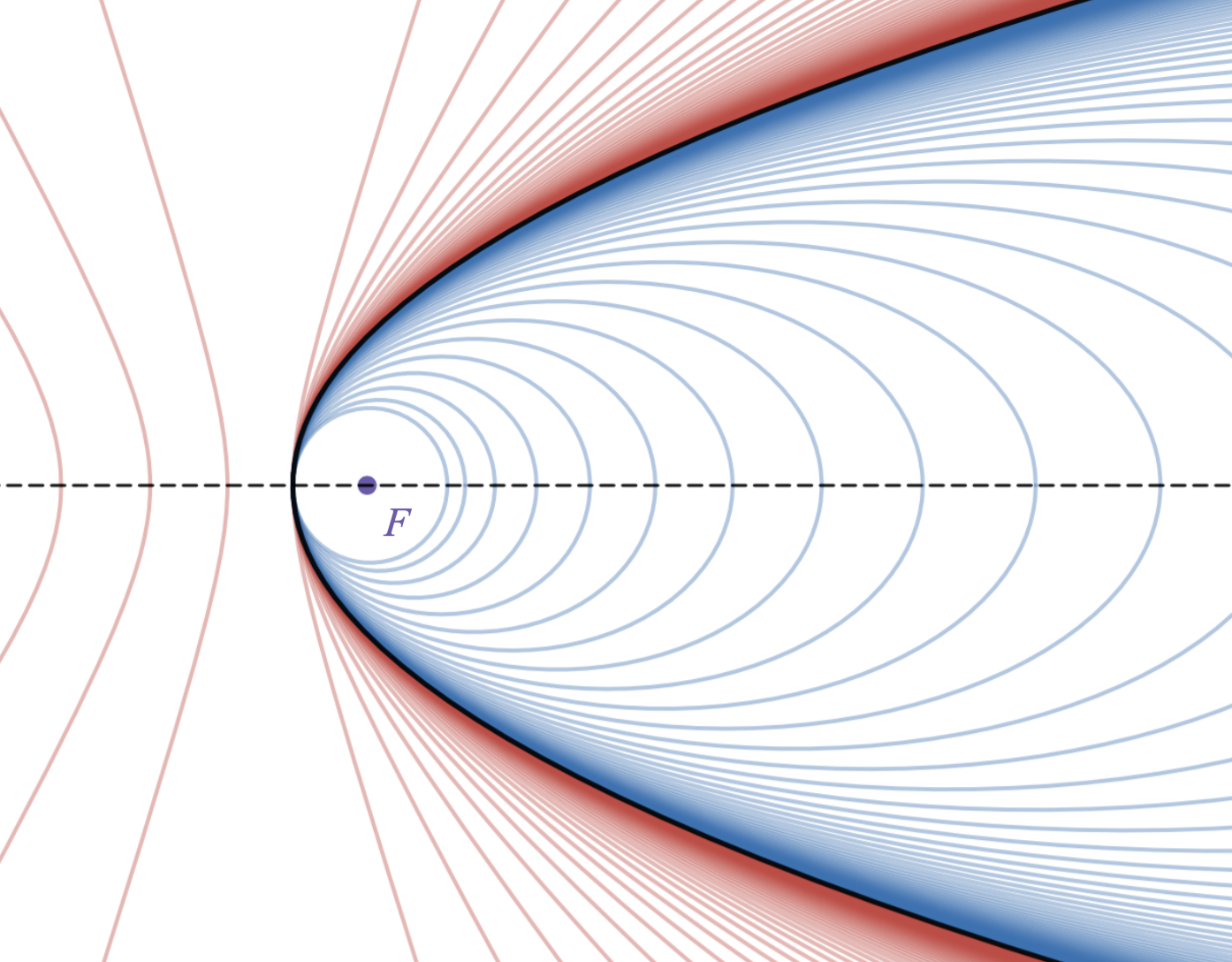
Parabola je limitní křivka svazku elips se společným vrcholem a jedním společným ohniskem, když se druhé ohnisko vzdaluje do nekonečna vpravo, a také limitní křivkou svazku hyperbol se společným vrcholem a jedním společným ohniskem, když se druhé ohnisko vzdaluje do nekonečna vlevo.

Parabola má pouze jedno ohnisko, a je možné ji považovat za limitní křivku množiny elips (nebo množiny hyperbol), jejichž jedno ohnisko a jeden vrchol jsou pevné, zatímco druhé ohnisko se blíží do nekonečna. Pokud se tyto transformace provádějí s každou kuželosečkou v ortogonální síti konfokálních elips a hyperbol, limita je ortogonální sítí konfokálních parabol otevřených do opačných směrů.
Každá parabola s ohniskem v počátku a x-ovou osou jako osou souměrnosti je geometrickým místem bodů bodů vyhovujících rovnici
{\displaystyle y^{2}=2xp+p^{2},}
pro nějakou hodnotu parametru {\displaystyle p,} kde {\displaystyle |p|} je parametr kuželosečky (semi-latus rectum). Pokud {\displaystyle p>0} pak se parabola otevírá doprava, a, pokud {\displaystyle p<0,} parabola se otevírá doleva. Bod {\displaystyle {\bigl (}{-}{\tfrac {1}{2}}p,0{\bigr )}} je vrchol paraboly.

Svazek konfokálních parabol

Z definice paraboly plyne pro libovolný bod {\displaystyle P} neležící na x-ové ose, že existuje jediná parabola s ohniskem v počátku otevírající se doprava a jediná parabola s ohniskem v počátku otevírající se doleva, které se protínají ortogonálně v bodě {\displaystyle P}. (Paraboly jsou ortogonální z obdobného důvodu jako konfokální elipsy a hyperboly: paraboly mají odraznou vlastnost.)
Podobně jako konfokálními elipsami a hyperbolami lze rovinu pokrýt ortogonální sítí parabol, která může sloužit jako parabolický souřadný systém.
Síť konfokálních parabol lze považovat za síť přímek rovnoběžných se souřadnicovou osou obsažených v pravé polovině komplexní roviny zobrazených konformním zobrazením {\displaystyle w=z^{2}} (viz Externí odkazy).

## Soustředné kružnice a protínající se přímky
Kružnice je elipsa jejíž obě ohniska splynula do jednoho bodu. Limita hyperbol, jejichž ohniska splynula do jednoho bodu, je kuželosečka degenerovaná na dvojici protínajících se přímek.
Pokud se ortogonální síť elips a hyperbol transformuje splynutím obou ohnisek do jednoho bodu, výsledkem bude ortogonální síť soustředných kružnic a přímek procházejících společným středem kružnic. Ta je základem polární soustavy souřadnic.
Limita svazku elips se stejným středem a osami, které procházejí daným bodem, degeneruje na dvojici přímek rovnoběžných s hlavní osou, když se obě ohniska posunou do nekonečna v opačných směrech. Podobně limita analogického svazku hyperbol degeneruje na dvojici přímek kolmých na hlavní osu. Pravoúhlá mřížka sestávající z ortogonálních svazků rovnoběžných přímek je tedy jakousi sítí degenerovaných konfokálních kuželoseček. Taková ortogonální síť je základem Kartézská soustavy souřadnic.

## Gravesova věta

Konstrukce konfokální elipsy

Irský biskup Charles Graves v roce 1850 dokázal a publikoval následující metodu konstrukce konfokálních elips pomocí provázku:
Pokud obklopíme danou elipsu E uzavřeným provázkem, který je delší než obvod dané elipsy, a nakreslíme křivku podobným způsobem jako v zahradnické konstrukci elipsy elipsy (viz graf), pak dostaneme elipsu, která je konfokální s E.
Důkaz této věty používá eliptické integrály a je obsažen v Kleinově knize.
Otto Staude tuto metodu rozšířil na konstrukci konfokálních elipsoidů (viz Kleinova kniha).
Pokud elipsa E přejde na úsečku {\displaystyle F_{1}F_{2}}, dostaneme mírnou změnou zahradnické konstrukce elipsy metodu kreslení elipsy s ohnisky {\displaystyle F_{1},F_{2}}.

## Konfokální kvadriky

Konfokální kvadriky:
(červeně), (modře), (fialově)

Typy závislý na

Dva povrchy kvadrik jsou konfokální, pokud sdílejí stejnou osu a, pokud jejich průniky s každou rovinou souměrnosti jsou konfokální kuželosečky. Podobně jako u kuželoseček nedegenerované svazky konfokálních kvadrik jsou dvou typů: trojosé elipsoidy, jednodílné hyperboloidy, a dvojdílné hyperboloidy; a eliptické paraboloidy, hyperbolické paraboloidy a eliptické paraboloidy otevírající se opačným směrem.
Trojosý ellipsoid s poloosami {\displaystyle a,b,c} kde {\displaystyle a>b>c>0,} určuje svazek konfokálních kvadrik. Každá kvadrika generovaná parametrem {\displaystyle \lambda ,} je geometrickým místem bodů bodů vyhovujících rovnici:
{\displaystyle {\frac {x^{2}}{a^{2}-\lambda }}+{\frac {y^{2}}{b^{2}-\lambda }}+{\frac {z^{2}}{c^{2}-\lambda }}=1.}
Pokud {\displaystyle \lambda <c^{2}}, kvadrikou je elipsoid; pokud {\displaystyle c^{2}<\lambda <b^{2}} (v grafu modře), kvadrikou je jednodílný hyperboloid; pokud {\displaystyle b^{2}<\lambda <a^{2}}, kvadrikou je dvojdílný hyperboloid. Pro {\displaystyle a^{2}<\lambda } neexistují žádná řešení.